# L’Année liturgique

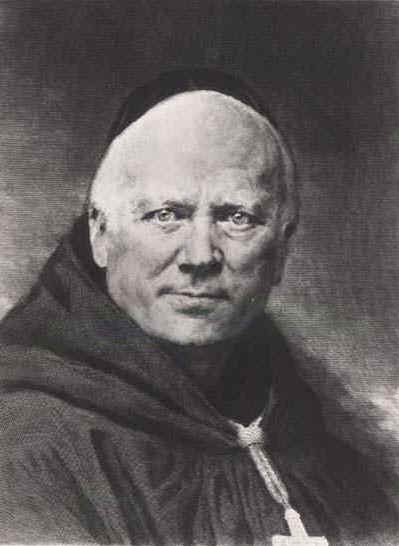
Dom Prosper Guéranger

L’Année liturgique (französisch ‚das liturgische Jahr‘) ist ein Werk des französischen Benediktiners und ersten Abts der wiedergegründeten Abtei Solesmes Prosper Guéranger. Es gilt als sein Opus magnum.

## Inhalt und Wirkung
Das Werk enthält eine vollständige fünfzehnbändige Kommentierung der liturgischen Texte des Kirchenjahres sowie Übersetzungen der Texte des Breviarium Romanum und des Missale Romanum ins Französische. Seine Kommentierung nimmt oftmals Rekurs auf andere Liturgiefamilien der Ost- und Westkirche. Für das liturgische Jahr ab Pfingsten führte Lucien Fromage das Werk fort.
Das Werk förderte das Interesse an der Liturgie und führte mit zur Entstehung der liturgischen Bewegung. Es wurde in zahlreiche europäische Sprachen übersetzt und innerhalb von 60 Jahren 500.000fach verkauft.

## Ausgaben
Originaltext
- Digitaltranskription (Abbaye Saint Benoît de Port-Valais)

Deutsche Übersetzung
- Prosper Guéranger, Louis Soltner: Einführung in das liturgische Jahr. EOS, St. Ottilien 2014, ISBN 978-3-8306-7648-5 (216 S., französisch: L’Année liturgique. Übersetzt von Wilhelm Hellmann, deutsche Ausgabe der jeweiligen Einleitungen ohne Kommentare der liturgischen Texte).